# Хитен (Шлесвиг)
Хитен (њем. Hütten) општина је у њемачкој савезној држави Шлезвиг-Холштајн. Једно је од 165 општинских средишта округа Рендсбург. Према процјени из 2010. у општини је живјело 195 становника. Посједује регионалну шифру (AGS) 1058083.

## Географски и демографски подаци
Хитен се налази у савезној држави Шлезвиг-Холштајн у округу Рендсбург. Општина се налази на надморској висини од 5 метара. Површина општине износи 6,9 km². У самом мјесту је, према процјени из 2010. године, живјело 195 становника. Просјечна густина становништва износи 28 становника/km².